# Championnat du Nicaragua de football 2006-2007
Navigation
Saison précédente Saison suivante
La Primera División 2006-2007 est la soixante-quatrième édition de la première division nicaraguayenne.
Lors de ce tournoi, le Diriangén FC a tenté de conserver son titre de champion du Nicaragua face aux neuf meilleurs clubs nicaraguayens.
La saison était divisée en deux tournois, l'Apertura et le Clausura, le Real Estelí FC ayant remporté les deux tournois, il a été sacré champion sans disputer la finale du championnat.
Lors du premier tournoi, chacun des dix clubs participants était confronté deux fois aux neuf autres équipes, puis les quatre meilleurs se sont affrontés lors d'une phase finale à la fin du tournoi.
Lors du second tournoi, chacun des dix clubs participants était confronté une seule fois aux neuf autres équipes, puis les six meilleurs se sont affrontés lors d'une phase finale à la fin du tournoi.
Seulement deux places étaient qualificatives pour la dernière édition de la Copa Interclubes UNCAF.

## Les 10 clubs participants
| \| América Managua Deportivo Walter Ferreti I Deportivo Bluefields Diriangén FC Deportivo Jalapa Deportivo Masatepe Real Estelí FC Real Madriz FC San Marcos Scorpión FC América Managua Deportivo Walter Ferreti \| Localisation des clubs engagés dans le championnat. |
| América Managua Deportivo Walter Ferreti I Deportivo Bluefields Diriangén FC Deportivo Jalapa Deportivo Masatepe Real Estelí FC Real Madriz FC San Marcos Scorpión FC América Managua Deportivo Walter Ferreti                                                           |

| Club                      | Stade                                        | Capacité          | Ville      |
| América Managua           | Stade Olympique de l'Indépendance de Managua | 8 000             | Managua    |
| Deportivo Bluefields (en) | Stade Glorias Costeñas                       | 4 000             | Bluefields |
| Diriangén FC              | Stade Cacique Diriangén                      | 7 500             | Diriamba   |
| Deportivo Jalapa (en)     | Stade Alejandro Ramos                        | 1 000             | Jalapa     |
| Deportivo Masatepe        | Stade José Ernesto Sanchez                   | 2 000             | Masatepe   |
| Real Estelí FC            | Stade de l'Indépendance                      | 4 800             | Estelí     |
| Real Madriz               | Stade Municipal de Somoto                    | 3 000             | Somoto     |
| FC San Marcos             | Stade Olimpico de San Marcos                 | 3 000             | San Marcos |
| Scorpión FC (en)          | Stade inconnu                                | Capacité inconnue | Chinandega |
| Deportivo Walter Ferreti  | Stade Olympique de l'Indépendance de Managua | 8 000             | Managua    |

## Tournoi Apertura
Ce tournoi se déroule de la même façon que les tournois Apertura précédents, en deux phases :
- La phase de qualification : les dix-huit journées de championnat.
- La phase finale : les confrontations aller-retour allant des demi-finales à la finale.

### Phase de qualification
Les dix équipes affrontent à deux reprises les neuf autres équipes selon un calendrier tiré aléatoirement.
Le classement est établi sur le barème de points classique (victoire à 3 points, match nul à 1, défaite à 0).
Le départage final se fait selon les critères suivants :
- Le nombre de points.
- La différence de buts générale.
- Le nombre de buts marqué.

#### Classement
| Rang | Équipe                    | Pts | J  | G  | N | P  | Bp | Bc | Diff |
| ---- | ------------------------- | --- | -- | -- | - | -- | -- | -- | ---- |
| 1    | Real Estelí FC            | 43  | 18 | 13 | 4 | 1  | 59 | 12 | +47  |
| 2    | Diriangén FC (T)          | 35  | 18 | 11 | 2 | 5  | 43 | 19 | +24  |
| 3    | Real Madriz               | 34  | 18 | 10 | 4 | 4  | 43 | 18 | +25  |
| 4    | Deportivo Masatepe        | 31  | 18 | 9  | 4 | 5  | 34 | 25 | +9   |
| 5    | FC San Marcos (P)         | 21  | 18 | 5  | 6 | 7  | 28 | 37 | -9   |
| 6    | Scorpión FC (en)          | 20  | 18 | 6  | 2 | 10 | 26 | 37 | -11  |
| 7    | Deportivo Jalapa (en)     | 19  | 18 | 6  | 1 | 11 | 23 | 42 | -19  |
| 8    | Deportivo Walter Ferreti  | 17  | 18 | 4  | 5 | 9  | 23 | 34 | -11  |
| 9    | Deportivo Bluefields (en) | 17  | 18 | 5  | 2 | 11 | 19 | 62 | -43  |
| 10   | América Managua           | 16  | 18 | 4  | 4 | 10 | 20 | 32 | -12  |

| Légende : Qualifications et relégations | Légende : Qualifications et relégations                  |
| --------------------------------------- | -------------------------------------------------------- |
|                                         | Qualifié pour les demi-finales                           |
|                                         | (T) : Tenant du titre (P) : Promu de la saison 2005-2006 |

#### Matchs
| Résultats (▼dom., ►ext.)                                   | Amé | Blu | Dir | Jal | Mas | REs | RMa | San | Sco | Wal |
| América Managua                                            |     | 5-0 | 0-1 | 2-1 | 0-2 | 0-1 | 1-2 | 0-0 | 1-0 | 2-2 |
| Deportivo Bluefields (en)                                  | 1-0 |     | 3-0 | 3-0 | 1-1 | 1-7 | 1-5 | 2-1 | 0-4 | 1-1 |
| Diriangén FC                                               | 6-0 | 3-0 |     | 5-1 | 3-0 | 1-2 | 1-0 | 2-3 | 6-1 | 2-0 |
| Deportivo Jalapa (en)                                      | 4-1 | 1-3 | 1-2 |     | 2-0 | 0-3 | 1-0 | 1-3 | 3-2 | 1-0 |
| Deportivo Masatepe                                         | 2-1 | 6-0 | 0-6 | 4-0 |     | 2-2 | 1-1 | 2-2 | 4-1 | 4-1 |
| Real Estelí FC                                             | 3-0 | 8-0 | 0-0 | 5-0 | 2-1 |     | 1-2 | 5-0 | 6-1 | 2-2 |
| Real Madriz                                                | 2-0 | 0-0 | 3-2 | 1-3 | 0-2 | 1-1 |     | 3-1 | 0-0 | 8-0 |
| FC San Marcos                                              | 2-2 | 5-2 | 1-1 | 3-3 | 0-1 | 0-6 | 1-2 |     | 2-2 | 2-0 |
| Scorpión FC (en)                                           | 1-3 | 2-1 | 4-1 | 2-0 | 3-1 | 0-3 | 0-1 | 2-0 |     | 1-2 |
| Deportivo Walter Ferreti                                   | 2-2 | 3-0 | 0-1 | 3-1 | 0-1 | 1-2 | 2-2 | 1-2 | 3-0 |     |
| - Victoire à domicile - Match nul - Victoire à l'extérieur |     |     |     |     |     |     |     |     |     |     |

### La Phase Finale
Les quatre équipes qualifiées sont réparties dans le tableau final d'après leur classement général.
En cas d'égalité sur la somme des deux matchs, c'est l'équipe ayant marqué le plus de buts à extérieur qui l'emporte puis une prolongation et une séance de tirs au but ont éventuellement lieu.

#### Tableau
|  |                    |            |             |            |                |     |   |        |        |        |        |        |
|  | 1/2 finale         | 1/2 finale | 1/2 finale  | 1/2 finale | 1/2 finale     |     |   | Finale | Finale | Finale | Finale | Finale |
|  |                    |            |             |            |                |     |   |        |        |        |        |        |
|  |                    |            |             |            |                |     |   |        |        |        |        |        |
|  | Real Estelí FC     | (1)        | 2           | 1          |                |     |   |        |        |        |        |        |
|  | Real Estelí FC     | (1)        | 2           | 1          |                |     |   |        |        |        |        |        |
|  | Deportivo Masatepe | (4)        | 1           | 0          |                |     |   |        |        |        |        |        |
|  | Deportivo Masatepe | (4)        | 1           | 0          | Real Estelí FC | (1) | 1 | 1      |        |        |        |        |
|  |                    |            |             |            |                | (1) | 1 | 1      |        |        |        |        |
|  |                    |            | Real Madriz | (3)        | 0              | 0   |   |        |        |        |        |        |
|  | Diriangén FC       | (2)        | Real Madriz | (3)        | 0              | 0   | 0 | 4      |        |        |        |        |
|  | Diriangén FC       | (2)        |             |            |                |     | 0 | 4      |        |        |        |        |
|  | Real Madriz        | (3)        | 3           | 1          |                |     |   |        |        |        |        |        |
|  | Real Madriz        | (3)        | 3           | 1          |                |     |   |        |        |        |        |        |

#### Demi-finales
| Club           | Aller | Retour | Club               | Commentaire |
| Real Estelí FC | 2-1   | 1-0    | Deportivo Masatepe |             |
| Diriangén FC   | 0-3   | 4-1    | Real Madriz        |             |

#### Finale
| Match aller      | Real Madriz | 0:1   | Real Estelí FC     | Stade Municipal de Somoto |  |
| 10 décembre 2006 |             | (0:0) | Jaime Crisanto 81e |                           |  |

| Match retour     | Real Estelí FC    | 1:0   | Real Madriz | Stade de l'Indépendance |  |
| 17 décembre 2006 | Samuel Wilson 1re | (1:0) |             |                         |  |

## Tournoi Clausura
Ce tournoi se déroule de la même façon que les tournois Clausura précédents, en trois phases :
- La phase de qualification : les neuf journées de championnat.
- La phase hexagonale : les cinq journées de championnat supplémentaires.
- La phase finale : les confrontations aller-retour allant des demi-finales à la finale.

### Phase de qualification
Les dix équipes affrontent une seule fois les neuf autres équipes selon un calendrier tiré aléatoirement.
Le classement est établi sur le barème de points classique (victoire à 3 points, match nul à 1, défaite à 0).
Le départage final se fait selon les critères suivants :
- Le nombre de points.
- La différence de buts générale.
- Le nombre de buts marqué.

#### Classement
| Rang | Équipe                    | Pts | J | G | N | P | Bp | Bc | Diff |
| ---- | ------------------------- | --- | - | - | - | - | -- | -- | ---- |
| 1    | Real Estelí FC            | 18  | 9 | 5 | 3 | 1 | 31 | 5  | +26  |
| 2    | Diriangén FC (T)          | 17  | 9 | 5 | 2 | 2 | 24 | 13 | +11  |
| 3    | Real Madriz               | 16  | 9 | 5 | 1 | 3 | 26 | 14 | +12  |
| 4    | América Managua           | 16  | 9 | 5 | 1 | 3 | 22 | 15 | +7   |
| 5    | Deportivo Jalapa (en)     | 16  | 9 | 5 | 1 | 3 | 15 | 17 | -2   |
| 6    | Deportivo Masatepe        | 13  | 9 | 4 | 1 | 4 | 18 | 22 | -4   |
| 7    | Deportivo Walter Ferreti  | 11  | 9 | 3 | 2 | 4 | 18 | 23 | -5   |
| 8    | FC San Marcos (P)         | 10  | 9 | 2 | 4 | 3 | 19 | 21 | -2   |
| 9    | Deportivo Bluefields (en) | 6   | 9 | 1 | 3 | 5 | 13 | 20 | -7   |
| 10   | Scorpión FC (en)          | 3   | 9 | 1 | 0 | 8 | 11 | 47 | -36  |

| Légende : Qualifications et relégations | Légende : Qualifications et relégations                  |
| --------------------------------------- | -------------------------------------------------------- |
|                                         | Qualifié pour la phase hexagonale                        |
|                                         | (T) : Tenant du titre (P) : Promu de la saison 2005-2006 |

#### Matchs
| Résultats (▼dom., ►ext.)                                   | Amé | Blu | Dir | Jal | Mas | REs | RMa | San | Sco | Wal |
| América Managua                                            |     |     |     | 3-0 | 5-1 |     |     | 0-3 | 5-0 |     |
| Deportivo Bluefields (en)                                  | 1-3 |     | 1-1 | 2-0 |     | 1-1 |     | 1-1 |     |     |
| Diriangén FC                                               | 5-1 |     |     |     | 1-0 | 1-0 |     | 4-4 | 3-0 | 6-1 |
| Deportivo Jalapa (en)                                      |     |     | 3-2 |     |     | 1-1 |     | 3-0 |     | 1-0 |
| Deportivo Masatepe                                         |     | 4-2 |     | 6-0 |     |     | 2-1 | 2-2 |     |     |
| Real Estelí FC                                             | 1-1 |     |     |     | 8-0 |     | 2-0 |     | 8-0 | 7-0 |
| Real Madriz                                                | 2-1 | 3-0 | 3-1 | 2-3 |     |     |     | 5-2 |     |     |
| FC San Marcos                                              |     |     |     |     |     | 1-3 |     |     | 3-0 | 3-3 |
| Scorpión FC (en)                                           |     | 5-4 |     | 1-4 | 2-3 |     | 2-9 |     |     |     |
| Deportivo Walter Ferreti                                   | 2-3 | 2-1 |     |     | 1-0 |     | 1-1 |     | 8-1 |     |
| - Victoire à domicile - Match nul - Victoire à l'extérieur |     |     |     |     |     |     |     |     |     |     |

### La Phase Hexagonale
Les six équipes affrontent une seule fois les cinq autres équipes selon un calendrier tiré aléatoirement.
Le classement est établi sur le barème de points classique (victoire à 3 points, match nul à 1, défaite à 0).
Le départage final se fait selon les critères suivants :
- Le nombre de points.
- La différence de buts générale.
- Le nombre de buts marqué.

#### Classement
| Rang | Équipe                | Pts | J | G | N | P | Bp | Bc | Diff |
| ---- | --------------------- | --- | - | - | - | - | -- | -- | ---- |
| 1    | Real Estelí FC        | 15  | 5 | 5 | 0 | 0 | 18 | 2  | +16  |
| 2    | Diriangén FC (T)      | 10  | 5 | 3 | 1 | 1 | 11 | 7  | +4   |
| 3    | Real Madriz           | 9   | 5 | 3 | 0 | 2 | 9  | 5  | +4   |
| 4    | Deportivo Masatepe    | 7   | 5 | 2 | 1 | 2 | 8  | 13 | -5   |
| 5    | América Managua       | 3   | 5 | 1 | 0 | 4 | 6  | 12 | -6   |
| 6    | Deportivo Jalapa (en) | 0   | 5 | 0 | 0 | 5 | 5  | 18 | -13  |

| Légende : Qualifications et relégations | Légende : Qualifications et relégations |
| --------------------------------------- | --------------------------------------- |
|                                         | Qualifié pour les demi-finales          |
|                                         | (T) : Tenant du titre                   |

#### Matchs
| Résultats (▼dom., ►ext.)                                   | Amé | Dir | Jal | Mas | REs | RMa |
| América Managua                                            |     |     | 3-1 | 1-3 |     |     |
| Diriangén FC                                               | 2-1 |     | 3-2 |     |     | 3-0 |
| Deportivo Jalapa (en)                                      |     |     |     | 1-3 | 1-6 |     |
| Deportivo Masatepe                                         |     | 2-2 |     |     |     | 0-4 |
| Real Estelí FC                                             | 4-0 | 2-1 |     | 5-0 |     |     |
| Real Madriz                                                | 2-1 |     | 3-0 |     | 0-1 |     |
| - Victoire à domicile - Match nul - Victoire à l'extérieur |     |     |     |     |     |     |

### La Phase Finale
Les quatre équipes qualifiées sont réparties dans le tableau final d'après leur classement général.
En cas d'égalité sur la somme des deux matchs, c'est l'équipe ayant marqué le plus de buts à extérieur qui l'emporte puis une prolongation et une séance de tirs au but ont éventuellement lieu.

#### Tableau
|  |                    |            |             |            |                |     |   |        |        |        |        |        |
|  | 1/2 finale         | 1/2 finale | 1/2 finale  | 1/2 finale | 1/2 finale     |     |   | Finale | Finale | Finale | Finale | Finale |
|  |                    |            |             |            |                |     |   |        |        |        |        |        |
|  |                    |            |             |            |                |     |   |        |        |        |        |        |
|  | Real Estelí FC     | (1)        | 3           | 2          |                |     |   |        |        |        |        |        |
|  | Real Estelí FC     | (1)        | 3           | 2          |                |     |   |        |        |        |        |        |
|  | Deportivo Masatepe | (4)        | 1           | 0          |                |     |   |        |        |        |        |        |
|  | Deportivo Masatepe | (4)        | 1           | 0          | Real Estelí FC | (1) | 2 | 2      |        |        |        |        |
|  |                    |            |             |            |                | (1) | 2 | 2      |        |        |        |        |
|  |                    |            | Real Madriz | (3)        | 0              | 1   |   |        |        |        |        |        |
|  | Diriangén FC       | (2)        | Real Madriz | (3)        | 0              | 1   | 1 | 0      |        |        |        |        |
|  | Diriangén FC       | (2)        |             |            |                |     | 1 | 0      |        |        |        |        |
|  | Real Madriz        | (3)        | 3           | 0          |                |     |   |        |        |        |        |        |
|  | Real Madriz        | (3)        | 3           | 0          |                |     |   |        |        |        |        |        |

#### Demi-finales
| Club           | Aller | Retour | Club               | Commentaire |
| Real Estelí FC | 3-1   | 2-0    | Deportivo Masatepe |             |
| Diriangén FC   | 1-3   | 0-0    | Real Madriz        |             |

#### Finale
| Match aller | Real Madriz | 0:2   | Real Estelí FC                           | Stade Municipal de Somoto |  |
| 27 mai 2007 |             | (0:1) | David Martínez 17e · Aníbal Martínez 62e |                           |  |

| Match retour | Real Estelí FC                           | 2:1   | Real Madriz         | Stade de l'Indépendance |  |
| 3 juin 2007  | David Martínez 12e · Aníbal Martínez 48e | (1:0) | Luis Valladares 70e |                         |  |

## Classement cumulatif
| Rang | Équipe                    | Pts | J  | G  | N  | P  | Bp | Bc | Diff |
| ---- | ------------------------- | --- | -- | -- | -- | -- | -- | -- | ---- |
| 1    | Real Estelí FC (C)        | 61  | 27 | 18 | 7  | 2  | 90 | 17 | +73  |
| 2    | Diriangén FC              | 52  | 27 | 16 | 4  | 7  | 67 | 32 | +35  |
| 3    | Real Madriz               | 50  | 27 | 15 | 5  | 7  | 69 | 32 | +37  |
| 4    | Deportivo Masatepe        | 44  | 27 | 13 | 5  | 9  | 52 | 47 | +5   |
| 5    | Deportivo Jalapa (en)     | 35  | 27 | 11 | 2  | 14 | 38 | 59 | -21  |
| 6    | América Managua           | 32  | 27 | 9  | 5  | 13 | 42 | 47 | -5   |
| 7    | FC San Marcos (P)         | 31  | 27 | 7  | 10 | 10 | 47 | 58 | -11  |
| 8    | Deportivo Walter Ferreti  | 28  | 27 | 7  | 7  | 13 | 41 | 57 | -16  |
| 9    | Deportivo Bluefields (en) | 23  | 27 | 6  | 5  | 16 | 32 | 82 | -50  |
| 10   | Scorpión FC (en)          | 23  | 27 | 7  | 2  | 18 | 37 | 84 | -47  |

| Légende : Qualifications et relégations | Légende : Qualifications et relégations                                         |
| --------------------------------------- | ------------------------------------------------------------------------------- |
|                                         | Copa Interclubes UNCAF 2007 (en) (1er Tour)                                     |
|                                         | Qualifié pour le barrage de relégation en Segunda División                      |
|                                         | Relégué en Segunda División                                                     |
|                                         | (C) : Vainqueur des deux tournois de l'année (P) : Promu de la saison 2005-2006 |

## Barrage de relégation
| Club                      | Aller | Retour | Club            | Commentaire |
| Deportivo Walter Ferreti  | 0-2   | 3-0    | Managua FC (en) |             |
| Deportivo Bluefields (en) | 3-1   | 3-0    | Granada FC      |             |

## Finale du championnat
Le Real Estelí FC ayant remporté les deux tournois saisonniers, la finale du championnat n'a pas été jouée.

## Bilan du tournoi
| Tableau d'Honneur |                |
| Compétition       | Vainqueur      |
| Primera División  | Real Estelí FC |

| Qualifications continentales 2007-2008 |                            |
| Copa Interclubes UNCAF                 | Qualifiés                  |
| Premier tour (en)                      | Real Estelí FC Real Madriz |

| Promotions et relégations   |                       |
| Relégué en Segunda División | Scorpión FC (en)      |
| Promu de Segunda División   | Deportivo Ocotal (en) |